# Tamborito
El tamborito o tambor es un género musical y baile autóctono de Panamá y de la costa del pacífico norte de Colombia, donde una voz principal (cantalante) entona la melodía y marca el compás cantando un estribillo seguida por el "cajero" y otros tambores que se suman a la voz principal; un coro de mujeres responden cantando mientras siguen la melodía con palmadas apoyando el compás y estableciendo una especie de diálogo cantado entre la cantalante, el coro y los tambores.
El tamborito es considerado convencionalmente como el baile y género musical nacional de Panamá, debido a su cultivo generalizado en las poblaciones de afrodescendientes que abarcan gran parte del país. Al mismo tiempo es uno de los bailes folclóricos más importantes de las poblaciones de Juradó, Bahía Solano y Nuquí, ubicados en la Región Pacífica de Colombia.

## Origen
El tamborito es un baile de tambor cultivado en la mayoría de las provincias de Panamá y en tres poblaciones del pacífico norte de Colombia, ubicadas en el departamento del Chocó. Las referencias más antiguas de este baile se encuentran en la Ciudad de Panamá y la provincia de Veraguas (Panamá) reportadas durante el siglo XVII. Mientras en el departamento del Chocó no existen evidencias documentales de la práctica del tamborito hasta después de la segunda mitad del siglo XX. Es preciso plantear que la costa pacífica norte de Colombia fue poblada y administrada desde la Ciudad de Panamá hasta 1855, fecha en que se rompe su unión jurisdiccional; mas no cultural porque al no tener vías de comunicación terrestre con el resto de Colombia, los chocoanos siguieron vendiendo su producción a la ciudad  de Panamá de forma marítima. De esta manera se siguieron dando intercambios migratorios y comerciales hasta bien entrado el siglo XX. Por su parte, Juradó fue el último pueblo colombiano de los tres donde se practica el tamborito, en desligarse jurisdiccionalmente de Panamá con el Tratado Victoria-Vélez de 1924.
La tradición oral de los cultores del tamborito de Bahía Solano en el Chocó colombiano, señala que sus ancestros aprendieron a bailar e interpretar el tamborito en Panamá cuando iban a vender sus productos. Luego lo llevaron a aquella población donde lo reprodujeron.

### Baile afrocolonial
Desde 1514 llegaron africanos en lo que hoy es Panamá traídos de África Occidental, para trabajar en las minas y plantaciones. A partir de 1523 se sistematizó el arribo de hombres y mujeres venidos de Angola, Camerún, Guinea y Congo principalmente. La presencia de éste elemento étnico determinó los rasgos musicales-culturales básicos de la hoy costa pacífica colombo- panameña, que determinaría algunos de los elementos característicos de sus bailes y música tradicional. Con los esclavizados de África llegaron sus cantos, sus instrumentos de percusión y sus bailes que, sincretizados con diferentes elementos hispánicos e indígenas, otorgaron un perfil característico a esta manifestación musical. En Panamá fueron numerosas las sublevaciones de esclavos, muchos de los cuales huían para establecerse en los palenques bajo la guía de figuras legendarias como los cimarrones Bayano, Antón Mandinga o Domingo Congo. Esto produjo un hecho determinante en el posterior desarrollo de las expresiones culturales de origen africano: la concertación de un tratado de pacificación en 1607, que otorgó cierta libertad, aunque con restricciones, a miles de antiguos esclavizados. La nueva situación de amplios sectores negros en el plano social, fue generando una mayor fusión con las capas de procedencia hispánica, que se vieron obligadas a asimilar elementos raciales de los grupos afroides. La música folklórica y popular del istmo estuvo teñida a partir de ese momento, por este importante hecho histórico.
Un punto de referencia inicial se puede tomar del baile afrocolonial de los Congos que se caracterizan por una expresión violenta y erótica al bailar y además asocian casi siempre una especie de representación mímica y teatral que tiene como temática, episodios históricos del infame comercio esclavista, y las consiguientes rebeliones de esclavizados africanos durante los tiempos de la conquista y la colonia. Este baile de tambor tiene los patrones coreográficos, musicales e instrumentales del tamborito en su forma inicial  y es a su vez el baile de tambor más antiguo del istmo de Panamá con una tradición oral de siglos. 

### Crónicas
Sería conveniente advertir que hay críticos de música como Gustavo Durán que sostiene que "la danza panameña llamada Tamborito era ya popular a principios del siglo XVII no sólo en Panamá sino en la propia España". Para corroborar su aserto tomó como base la forma literaria de la canción que aparece en la comedia del Fénix de los Ingenios de Lope de Vega, quien en la escena V de su comedia La dama boba, incluye una canción bailada que no es más que un tamborito.
Esta temeraria tesis habla de una serie de similitudes literarias con los textos de los tamboritos panameños; se encuentran alusiones respecto Panamá en el estribillo y además sus personajes hablan y por bastante tiempo en la comedia de ese nuevo baile bastante exótico que llega de América a través del Indiano.
A continuación un fragmento de la canción:

De dó viene, de dó viene?
Viene de Panamá.
De dó viene el caballero?
Viene de Panamá.
Trancelín en el sombrero.
Viene de Panamá.
Cadenita de oro al cuello.
Viene de Panamá.
En los brazos el gregüesco.
Viene de Panamá.
Las ligas con rapacejos.
Viene de Panamá.
Zapatos al uso nuevo.
Etc.

Respecto a referencias históricas de este baile encontramos relatos de distintas partes de América que evidencian que esta danza fue conocida en gran parte del continente con nombres distintos a su denominación en Panamá.
El padre Erick que viajó a las Antillas en siglo XVIII presenció la Calinda o Calenda en el año 1698 y cuenta:

Otra danza de origen africano es la Chica, que en islas de Barlovento, en el Congo y en Cayena llamaban simplemente la Calenda  y que los españoles le llamaban Fandango.

El baile más sensual entre los esclavos y que mayor alegría les produce, se llama la Calenda. Los españoles la aprendieron de los negros y la bailan en toda América como los negros. Los bailadores se colocan en dos hileras, una frente a la otra; los hombres de un lado y del otro mujeres. El público y aquellos que esperan turno, forman un círculo alrededor de los bailarines y de los tambores. Una persona bien dotada entona una canción que compone por urgencia del momento, sobre un tema que considera apropiado y cuyo estribillo cantado por los espectadores se acompaña por palmadas.

Una de las referencias más antiguas que existe en Panamá sobre el Tamborito data de principios del siglo XIX, proveniente de la familia de Don Ramón Vallarino de Obarrio, donde los esclavos bailaban Tamborito en la sala de su casa. En el relato se revela el gusto que sentía esta familia criolla de origen español por este baile propio de esclavizados de origen africano.
Este relato fue pasado de generación en generación desde doña Rita Vallarino de Obarrio hasta doña Matilde de Obarrio Vda. de Mallet, que lo publicó en su obra Bosquejo de la Vida Colonial de Panamá en la década del 30 del siglo XX.
El episodio contado por doña Rita Vallarino de Obarrio a su nieta doña Matilde de Obarrio Vda. de Mallet reza así:

(...) Mamá Chepita la esclava más anciana, venía con su candelero de plata al atardecer, cuando el ángelus era tocado en las torres de la catedral, seguida por Clara, quien llevaba las tijeras y el platillo, para recortar y encender todas las velas de la casa (...) Cuando todas las luces estaban encendidas, la familia y las esclavas favoritas se reunían en la sala (...) Llegaban los amigos, se tocaba el piano y se cantaba las baladas francesas de moda (...) Otras Noches se dedicaban los señores a bailar, o se hacía bailar a los esclavos, para diversión de los amos. (...) Esta forma de diversión era la que más gustaba a los niños (entre ellos a Doña Rita Vallarino de Obarrio), Traídos los tambores pujadores y repicadores, Benancia comenzaba el canto y su clara y dulce voz se elevaba sobre las otras. Todos se unían al palmoteo y el baile comenzaba. Mamá Chepita siempre bailaba de primera. Comenzaba deslizando su pie hacia adelante y haciendo la reverencia, primero ante los amos y luego ante los músicos , con un garbo de ligereza increíble para su edad, comenzaba las graciosas contorsiones del  tamborito, con los brazos sueltos y los pies deslizándose a lo largo, como si fuera sobre rueda. Los hombres se entusiasmaban pronto e iban a ella, haciendo piruetas de forma extraña, sombrero en mano. Simulaban deseos de cogerla, llegando tan cerca a veces hasta pretender, con los brazos abiertos, abrazarla, mientras que ella se escapaba. Cuando la excitación del baile había llegado a lo máximo, un hombre abanicaba con su sombrero a Mamá Chepita, siguiéndola con los mismos graciosos pasos mientras ella se alejaba. Y entonces otro hombre entraba al círculo, se inclinaba ante él y comenzaba los mismos movimientos; el reemplazado se retiraba mientras Mamá Chepita continuaba con sus pasos y movimientos, como si no hubiera dado cuenta  del cambio de su parejo. Después llegaba otra pareja el círculo  y Mamá Chepita se retiraba y se unía a las que cantaban y palmoteaban. Cuando la muchacha era joven, bonita y buena bailadora, colocaba su sombrero sobre la cabeza de ella. Este acto siempre creaba la mayor excitación. ¡Opa! Se oía  por todas partes y los parejos se sucedían unos a otros con gran rapidez, siempre colocando su sombrero sobre la cabeza de ella, uno sobre otros hasta que una verdadera torre de sombreros se formaba y la muchacha tenía que hacer uso de toda su habilidad para que no cayeran durante el baile. A veces los espectadores arrojaban dinero y sombreros a los pies de la bailadora.
(…) Michinga (apodo de Doña Rita Vallarino de Obarrio) y su hermano Don prospero de Obarrio se hicieron expertos bailadores  de tamborito. Michinga solicitaba siempre, antes de comenzar, que se echasen montones de dinero y sombreros a sus pies pues así podría bailar mejor. Si ella supiera lo bien que bailaba, no necesitara pedirlos. Cuando bailaba los espectadores se electrizaban. Dionisio y mama Chepita ( negros esclavos) lloraban profusamente en estas ocasiones, y los ¡Opas¡ e ¡Ipas! De todas partes eran ensordecedores. Cualquier movimiento ágil, todo gracioso meneo de sus encantos, hacía saltar a los esclavos y ellos palmoteaban tan duro que hubiera sido suficiente para romper sus  manos, si fuesen susceptibles de romper." 

El tamborito en la antigüedad era usado como instrumento de la política y la protesta social en la Ciudad de Panamá.
Así lo revela el relato del Doctor Salvador Camacho Roldán, pensador y estadista colombiano que ejerció cargos de gobernador de Panamá, en sus “Notas de Viaje”, menciona que a mediados del siglo 19, oyó en las calles de la Ciudad de Panamá un tamborito que entonaba y bailaba el pueblo en honor de su caudillo predilecto y cuyo estribillo en rima bozal era así:

“Panamá, Panamá, Que viva Don Tomá”

Este estribillo se refiere a Tomás Herrera, General oriundo de Panamá que se distinguió en las campañas por la independencia del Perú y en las célebre batalla de Ayacucho, Ocupó la Presidencia del Senado Colombiano; Fue Presidente de Colombia, Gobernador de Panamá y Secretario de Guerra y Marina. (Panamá se unió voluntariamente a la República de  Colombia el 28 de noviembre de 1821 y formó parte de ese Estado por 89 años, separándose el 3 de noviembre de 1903)
Ediciones del Star & Herald en la década de 1860 recopilan abundante información sobre los llamados negros y mulatos del arrabal de la Ciudad de Panamá y sus actividades en el que describe:

“Son frecuentes las tunas del arrabal que van hacia la ciudad “de Adentro” (Actual Casco Viejo o San Felipe) en actitud de protesta o de burla contra las decisiones gubernamentales que son vetadas por el pueblo”

El Tamborito representa la mezcla entre los ritmos y bailes africanos y los militares provenientes de los tamborines populares de España, su canto es acompañada de coplas hispánica y su danza es de galanteo, muy elegante y poco erótica.
En Años recientes se ha planteado la tesis que en el Folklore de las provincias Centrales de Panamá se ven claramente elementos coreográficos y rítmicos de la pandeirada, Pandereteiras y Muñeira Gallega, que en sincretismo con los ritmos y elementos coreográficos traídos por los esclavos provenientes de África y en menor medidas indígenas que dieron vida al tamborito de esa región.

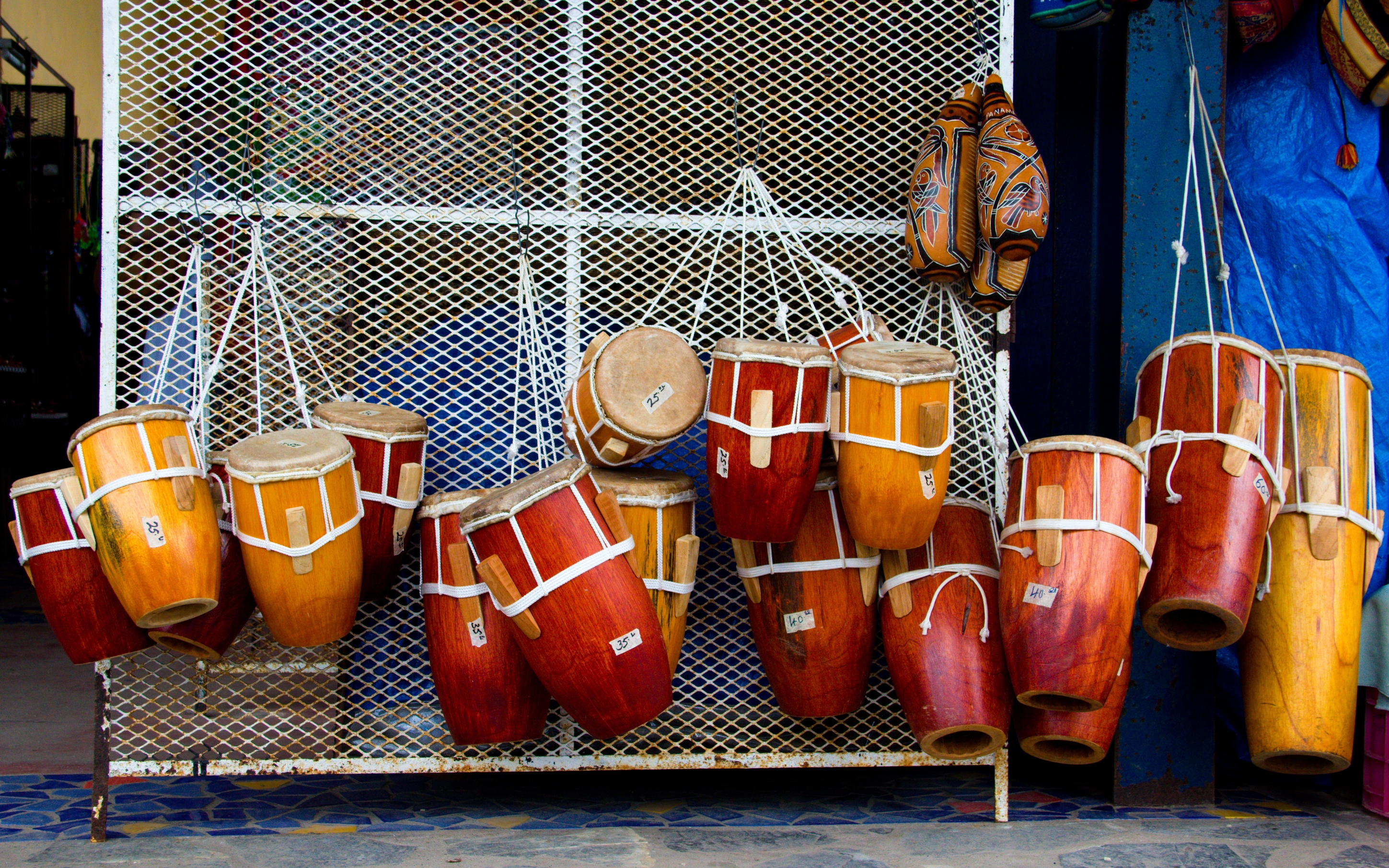
Tambores de cuña, en Panamá.

## Formación instrumental en Panamá

### Tambor repicador
Tambor de forma cilíndrica, de sonido agudo, está revestido con cuero de venado, amarrado con cuerdas y cuñas que le dan tensión al cuero, generalmente es el que adorna la melodía de percusión con su repicar en contratiempo.

### Tambor pujador
Tambor de cuña de sonido grave, el que puja sin variar, de la misma constitución del repicador, sin embargo es un poco más grueso con relación al primero, también es el acompañante de la caja y el repicador.

### La caja
Es el tambor que lleva el compás, instrumento cilíndrico hueco confeccionado de madera cubierto con cuero de venado, tiene parches por sus dos lados, y se toca con dos bolillos o palitos. Esta puede ser de origen negroide (solo para bailes negroides) o de origen hispano-indígena, o la llamada Caja Santeña, basada en la negroide, mucho más pequeña y, normalmente, acompañada con una cuerda delgada tensada en uno de sus parches de cuero para que, al ser tocada, emita un sonido vibratorio acompañado con el sonido del cuero.

### La guitarra española
Instrumento musical de uso universal, debido a que tiene múltiples usos de tradición en la música del folklore panameño, comúnmente acompaña al violín en reemplazo de la mejoranera. Se usa en los tamboritos de Colón y la isla de San Miguel.

### El rabel o violín criollo
Descendiente de su antepasado árabe rabeb, que conserva, como el rabel pastoril de España, sus tres cuerdas y la función de intérprete de la melodía. La tapa suele fabricarse de balsa y todo el resto del instrumento de árbol de cedro o de jamaico. Para fabricar el arco, al cual se le da forma curva y tendida análoga se usa el matillo. Las cuerdas salen de la crín del caballo. Se ejecuta en el tamborito de la isla San Miguel.

### Almirez
El almirez (del árabe hispánico «al-mirhäs», instrumento para machacar, y este del árabe clásico mihrās)es un mortero o utensilio pequeño y portátil, que sirve para machacar y triturar sustancias Con posterioridad fue usado como instrumento de percusión utilizado para acompañar cantos tradicionales como jotas, tonadas, fandangos, pastorales. El sonido se saca golpeando en los laterales y base internos. Usado en provincia de Coclé.

### Modalidades existentes en Panamá
- "Tambor Norte", que responde al ritmo 2/4 de tiempo.[19]
- "Tambor Corrido", que responde al ritmo 6/8 de tiempo.[20]

El tamborito, en su expresión bailable, tiene dos modalidades:
- "Tambor de Orden", conocido también como "Rueda de Tambor", se baila en una sala de presentaciones en la cual cada pareja de baile demuestra sus destrezas y alegorías ante un público espectador.[21]
- "La Tuna", que se baila realizando un recorrido, con propósitos definidos, por las calles del poblado.[22][23]

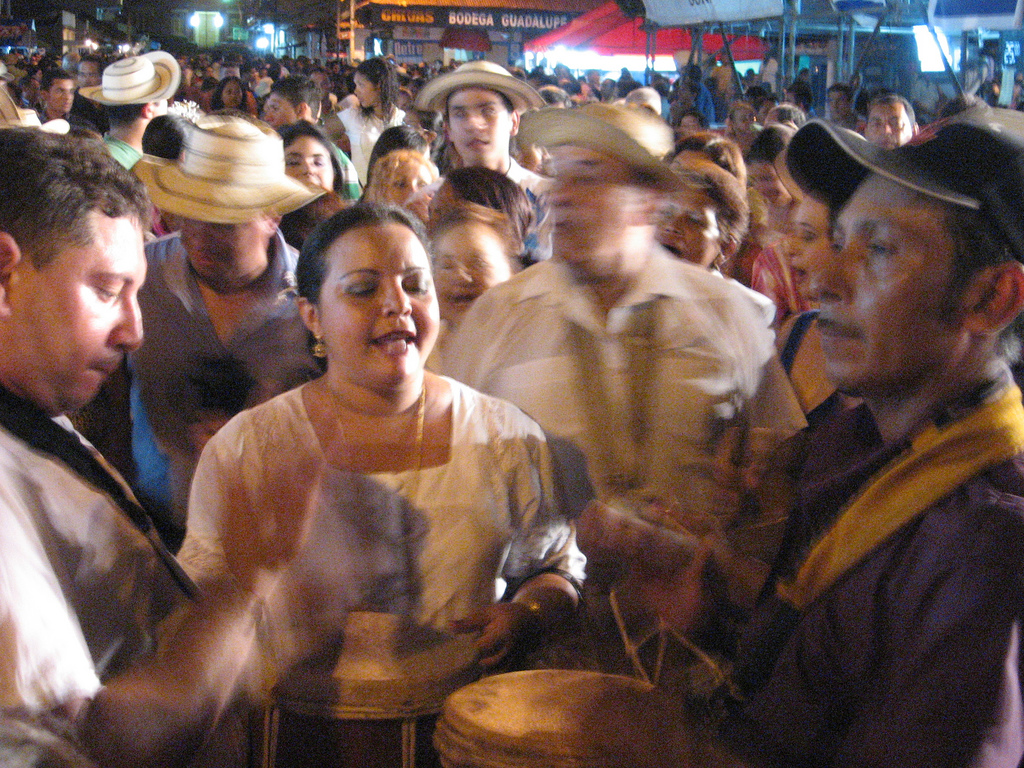
Cantalante con los Tamboreros, en Las Tablas.

## Varianes de tamborito en Panamá

### Tamborito santeño
Las coplas de los tamboritos de la provincia de Los Santos hacen referencia a su origen español: son tiernas en el requiebro, cálidas en el amor, impetuosas en la pasión, sentimentales en la queja, injuriosas en el insulto, duras en el olvido, rebeldes ante la imposición, amantes de la libertad, de espíritu burlón y certeros en la crítica. En algunas ocasiones se hacen mención de animales como: palomas, garzas entre otros pájaros y una que otra especie como la culebra, la iguana y la caguama. Casi nunca utiliza la flora en sus coplas, solo la utiliza como telón de fondo.

### Tamborito chiricano
La Provincia de Chiriquí cultiva el tambor con melodías, ritmos, nomenclaturas, coreografía e intención propia, este tambor es catalogado como el tambor de ritmo más acelerado. Es una región con tambores de faena los cuales son muy escasos en la República. En sus textos predomina el diálogo entre la cantalante y su coro, hablan de sus trabajos, sus faenas en el mar e informan sobre algunos lugares importantes del país. Dominan el tambor viejo al ritmo norte, el tambor nuevo al ritmo corrido. En sus textos predomina el diálogo entre la cantalante y su coro, igualmente exigen dramatización y se hace durante el baile.
- Tambores de la región de Dos Ríos, Dolega: existen dos modalidades, el tambor nuevo; es alegre, la cantalante se acompaña con las palmas de las mujeres, y el tambor viejo; donde no se utilizan las palmas para aplaudir y los tiempos de zapateo y retiro son más largos que el tambor nuevo, es más calmado; se le conoce como tambor norte. Los instrumentos para su ejecución son: la caja, que guía la cantalante en su canto y tonadas, un repicador, maneja al bailador y si éste tiene buen oído escucha el llamado a zapatear, por último un pujador, que sirve de acompañante o hace las funciones de bajo o tonalidad de la cantalante.

- Tambores de la región de Remedios: existen dos modalidades, los dramatizados, con ritmo norteado, se dramatiza mientras se baila; entre ellos, El Gavilán Caballero, Napoleón, Ajé Capitán y Los Camarones. La segunda modalidad son los no dramatizados, sigue el ritmo del tambor viejo, sin dramatizar mientras se baila; entre ellos, La Iguanita y Ajé María Salomé.

### Tamborito coclesano
Los Tambores de Coclé, desde el punto de vista de la literatura folklórica del tamborito, son la picaresca del tambor. Se puede advertir con facilidad cierta dosis de lirismo en sus textos, que limita por supuesto, toda desolada crudeza. Su textos plasman la meditación, por no poseer las tierras que trabaja, escribe textos con burlas hacia la vida, a los desplantes, al igual que a la ansiedad. Cultivan el tambor Norte, suave en melodías. En Antón, junto a los tambores está el Almirez, vaso de bronce al que hacen sonar con una barra pequeña del mismo metal y también continuando cultivando el estilo de Caja redoblante de ascendencia Española que ha caído en desuso en el resto de las regiones del país.

### Tamborito veragüense
El tamborito de la [Provincia de Veraguas], posee una gran calidad poética, sus melodías juntan la alegría con la tristeza al mismo tiempo. Sus coplas y música encierran un sentido diferente al de las otras provincias de nuestro país.
En Veraguas encontramos los Bogas, tambores que evocan la vida de los voteros en el río, entre ellos podemos mencionar: el Señaña, Afuera de la Mar, Las Olas son de la Mar, Ajé yo soy Morena y soy Sirena.
Otros temas que se tratan en los textos de los tambores veragüenses son: fuertes críticas a las costumbres del lugar que denotan lucha entre las clases. Entusiasmo por el tema de la política, tambores que nombran figuras como Rodolfo Chiari, Belisario Porras entre otros. Alusión a las fiestas tradicionales del país, donde se hace cita al calendario de las fiestas patronales. Inclinación hacia los textos líricos, el alcance de los celos, la impetuosa pasión, las indirectas envenedadas por el despecho. La evocación poética del campo. Los viejos rincones como por ejemplo Calidonia, La Explanada y La Calzada.

### Tamborito ocueño y de Las Minas
Conocido como el tambor de Orden, de ritmo norte extremadamente lento tiene un paseo entre suave, entre el norte y el corrido (el de Las Minas suele ser un poco más rápido). Es el tamborito romántico por excelencia, donde el hombre utiliza el recurso de galanteo, la elegancia y habilidad de baile para conquistar a la mujer. Se exhalta al amor, y a la belleza de la mujer, la cual puede tener varios parejos a lo largo de la danza. El paseo se hace alrededor de la rueda, cuando se llega al frente de los Tambores se dan dos pasos hacia atrás, hechando el cuerpo hacia atrás. Después se da una vuelta y después una seguidilla rápida de frente, con la pollera abierta y el hombre en el centro.

### Tamborito de Parita y Santa María
El Tambor Corrido, se baila en Parita y Santa María, durante su interpretación la pareja permanece en el centro, da la impresión de que no está bailando, pero su ejecución es muy suave y con mucho donaire y elegancia.
El paseo se realiza alrededor de la rueda al igual que el tamborito Ocueño y al de Las Minas, con la única diferencia que cuando se llega al frente de los tambores se dan tres o cuatro pasos hacia atrás para luego continuar con el baile. Es uno de los tamboritos más gustados de la región.

### Tamborito de la provincia de Panamá
El tambor en esta provincia presenta influencia del tambor de otras provincias, por ejemplo en San Carlos, Bejuco y Chame el tambor que se practica es al estilo coclesano, mientras que en Chepo, Chimán y San Miguel se practica el tambor a lo darienita. Los Tambores Capitalinos, presentan un indefinido sabor culto, sus textos son provenientes de personas de educación completa o casi completa, por lo cual no guardan ese sentimiento de diario vivir, más que todo son obras creadas para satisfacer una necesidad en algún espectáculo. Se han difundido muy poco, y si llegan al pueblo, este los canta al calor de los acontecimientos pero después los olvidan. Se bailan las modalidades de Tambor Norte, que es el tambor suave, y el Tambor Corrido que es más rápido. Sus figuras principales en la ejecución del baile son: el paseo y la seguidilla. Un Tambor capitalino que si ha gustado muchísimo es "Tambor de la Alegría" cuya autoría es de Juan Pastor Paredes.

### Tambor chorrerano
El Tambor Chorrerano es muy diferente, no se ha difundido pero no ha sufrido desmedido alguno, resulta poco atractivo para quien no está acostumbrado a él. Este Tambor es lento y de ciénaga, es narrativo hay en sus coplas acento de mitología, siempre plasma la conversación, ante todo, es discreto pues trata de no hacer fuertes críticas ni daño a los demás. Difiere de otras formas porque usa 4 tambores para la ejecución de su rítmica melodía.

### Tambor con guitarra de la isla de San Miguel
En San Miguel, una de las islas más importantes del Archipiélago de las Perlas, practican un tamborito que denominan Tambor con Guitarra en el que no sólo figuran tambores sino también una guitarra española y un violín. Es una forma muy singular de baile, con coreografía propia, texto literario y melodía exclusivo, diferente en su ejecución de lo que hacen cuando bailan el tambor grande o el chico, que corresponden a nuestros ritmos nortes y corridos. Por cierto que es este tambor con guitarra, una de las variantes más hermosas del Tamborito.

### Tambor de Portobelo
Para los colonenses la expresión baile de tambor se refiere a un grupo o género de bailes en los que el acompañamiento se hace con un juego de tambores voces y palmadas femeninas, invariablemente. En algunas modalidades se añade regularmente instrumentos melódicos tales como la flauta y la guitarra. Es un baile para pequeños grupos y no para masas, se ejecuta durante los 4 días de carnaval en la región de Portobelo. Los tambores que se ejecutan en colón son el tambor de los grupos congos, el tambor norte y el tambor corrido.

## Tamborito colombiano
El litoral norte del Pacífico colombiano, posee, en el tamborito, una de las más ricas y abandonadas vetas del folclor musical. Para el antropólogo  Manuel Zapata Olivella el tamborito en Colombia es una de las manifestaciones culturales más importantes de la costa del Pacífico chocoano, especialmente de los municipios de Nuquí, Bahía Solano (Ciudad Mutis) y Juradó.
El Tamborito y la Mejorana son riquísimos en melodía, ritmo y en la copla, originados por fenómenos de sincretización.  El tamborito, pequeño tambor de madera, en forma de cono truncarle, de solo un parche, estirado con cuerdas y cuñas, usado en las costas del Pacífico, sirve hoy como acompañamiento al cante o grupo de ellos, que a su vez, lo hacen con el palmoteo.

### Estructura
El tamborito como género musical, en Colombia, es un aire con una estructura persuasiva definida soportada en una célula afrobantú conocida como cinquillo, que consta de cinco notas dispuestas irregularmente o trastocadas según la marca métrica regular en donde se acentúa la primera y la quinta notas. Con esto ocurre en el primer compás de la frase y en el segundo compás una marca acentuada en el segundo y cuarto tiempo, o sea, con un trastoque regular o contratiempo, en el formato auténtico, formado por dos cununos o cunos (hembra y macho), claves o palmas y un pequeño tambor o minitambora, predomina lo vocal, en este formato en donde participan las cantaoras y cantores de manera antisonal o responsorial (antecedente y consecuente). En el formato de chirimía, hoy día, el redoblante afecta con una pequeña digresión o variación; en el segundo compás, ejecutando con acentuación en la primera y séptima corchea y los platillos de choque ejercen constantemente la fórmula a contratiempo acentuando segundo y cuarto tiempo del compás.
La forma del tamborito es binaria, en el primer periodo o bloque desarrolla estrofas de cuatro versos que puede repetirse y esa repetición puede contener algún tipo de alteración melódica y rítmica de la melodía, mas no su extensión, y el segundo bloque siempre comprende pregón y coro (antífona) y se repite su forma (A, A, BA) (A,A,A, BA).
El tamborito presenta en sus frases síncopas regulares (melodía y rasgos acentuales singulares y monótonas) o repetitivos, en su persuasión. Los tamboritos actuales tratan temáticas dedicadas a la sexualidad, persuasión, responsabilidad de parejas, a la familia, a objetos de trabajo en general, a la cotidianidad del entorno del afrocolombiano del Pacífico.

### Variedades
En la costa Pacífica chocoana existen tres modalidades de tamborito: 
- Tamborito de Nuquí.
- Tamborito de Bahía Solano.
- Tamborito de Juradó, que es una danza de enamoramiento muy cadenciosa de pie plano (no se levanta el pie), se baila en la playa y sus movimientos son laterales no circulares en donde apremia la serenidad y coqueteo en la expresión facial.